# Saint-Charles (Ontario)

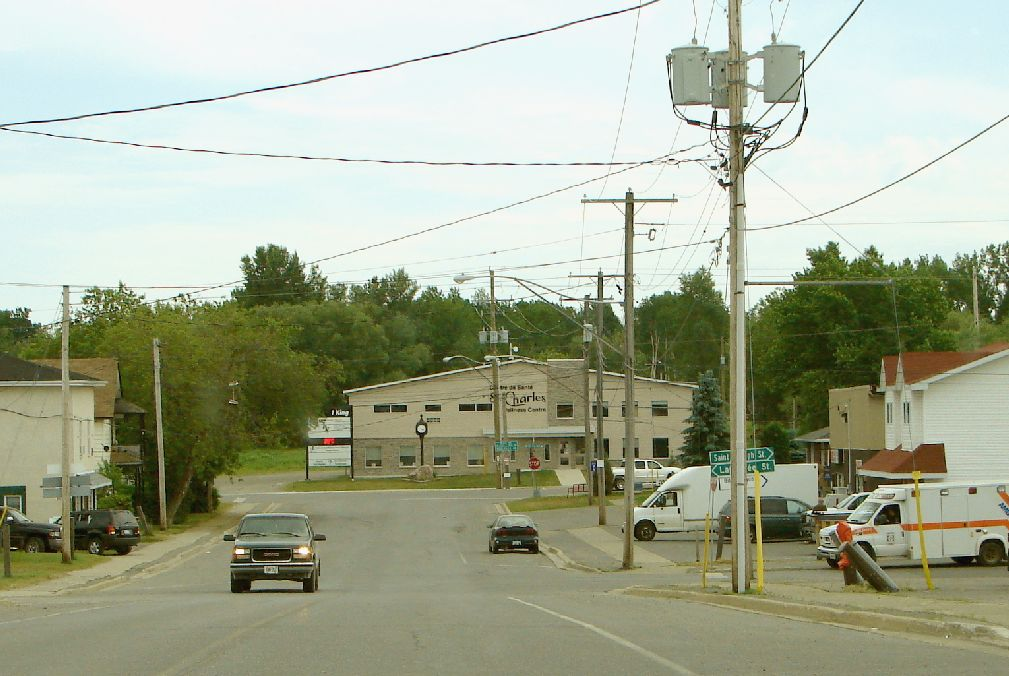
St-Charles

Saint-Charles es una ciudad ubicada en el distrito de Sudbury en la provincia de Ontario en Canadá. 
En el último censo del 2006 contaba con una población de 1 159 habitantes. La ciudad de Saint-Charles es mayoritariamente franco-ontariense con un 71% de la población francófona.
La ciudad de Saint-Charles se fundó en un sitio que se denominaba "Grand-Brûlé", en el año 1890 con la llegada de los primeros colonizadores que venían de Quebec y del Este de Ontario, a través del ferrocarril del Pacífico.
En el año 1904, la ciudad construyó una iglesia que se denominó "St-Charles Borromée". 
St-Charles es también la ciudad natal del cineasta canadiense Zachary Ouellette.